# Iljoesjin Il-18
Twee vliegtuigen hebben de naam Iljoesjin Il-18 gedragen. Het eerste toestel was een op de B-29 Superfortress gebaseerd toestel. Na een jaar van testvluchten werd dit project gestaakt. Het tweede model met dezelfde naam is wel in gebruik gekomen, van alle versies zijn in totaal zo'n 600 exemplaren gebouwd.

## Ilyushin Il-18
Het tweede model Iljoesjin Il-18 (Russisch: Ильюшин Ил-18) (NAVO-codenaam: Coot) is een groot turboproptoestel dat uiterlijke gelijkenis toont met de Lockheed L-188 Electra. Het toestel heeft een capaciteit van 100 tot 120 passagiers en maakte zijn eerste vlucht in 1957, waarna het in 1959 bij Aeroflot in dienst kwam.
De Il-18 was en is een van de meest succesvolle toestellen gebouwd door de Sovjet-Unie, na meer dan veertig dienstjaren vliegen er wereldwijd nog steeds enkele tientallen civiele exemplaren van het toestel bij een aantal luchtvaartmaatschappijen.
Van het toestel zijn ook diverse militaire varianten gebouwd, zoals de Iljoesjin Il-20 ELINT, de Iljoesjin Il-22 en de Iljoesjin Il-24. Daarnaast is ook een maritiem verkenningstoestel gebouwd, de Iljoesjin Il-38.

## Varianten
Van de Il-18 zijn in de loop der jaren diverse varianten verschenen. De Il-18 was de basisversie, deze versie kon 75 passagiers vervoeren en maakte gebruik van Kuznetsov motoren. Slechts twintig toestellen van deze basisversie werden gebouwd voordat de volgende modellen op de markt kwamen.
- Il-18B - Een iets verlengde variant, met plaats voor 84 passagiers. Dit was de eerste variant die gebruik maakte van de Ivtsjenko motoren.
- Il-18V - Deze variant vloog voor het eerst in 1961 en werd al snel de standaard voor Aeroflot. De Il-18V kon 90 tot 100 passagiers vervoeren.
- Il-18I - Deze beschikte over Ivtsjenko motoren met een groter vermogen van 4.250 pk. Daardoor kon de passagierscapaciteit worden verhoogd tot 122 passagiers, maar dan moest wel het achterste toilet verwijderd worden.
- Il-18D - Dit was een variant van de Il-18I met een extra brandstoftank waardoor het mogelijk werd non-stop de lijndienst Moskou-Vladivostok te vliegen.
- Il-20 - NATO codenaam “Coot-A “ Militaire ELINT versie; ook bekend als de Il-18D-36 Bizon.
- Il-20RT - Voor telemetrie en communicatierelais. Is gebruikt om het Sovjet-ruimteprogramma te ondersteunen. Later vervangen door een variant van de Iljoesjin Il-76
- Il-22M - een militaire versie van de Il-18, in gebruik als vliegende commandopost.

## Gebruikers
- Aero Caribbean - Cuba
- Air Koryo - Noord-Korea
- Anikay Air - Kirgizië
- AST Air - Rusland
- Daallo Airlines - Djibouti
- Expo Aviation - Sri Lanka
- Irbis Air Company - Kazachstan
- Jubba Airways - Somalië
- NPP-MIR - Rusland
- Phoenix Aviation - Verenigde Arabische Emiraten / Kirgizië
- Russia State Transport Company - Rusland
- Tretyakovo Airlines - Rusland

## Ongeval
In april 1974 stortte een Aeroflot Iljoesjin Il-18V neer kort na de start van de luchthaven Poelkovo bij Sint-Petersburg. Alle 102 passagiers en zeven bemanningsleden kwamen hierbij om het leven.